# Thoiré-sur-Dinan
Thoiré-sur-Dinan is een gemeente in het Franse departement Sarthe (regio Pays de la Loire) en telt 369 inwoners (1999). De plaats maakt deel uit van het arrondissement La Flèche.

## Geografie
De oppervlakte van Thoiré-sur-Dinan bedraagt 17,6 km², de bevolkingsdichtheid is 21,0 inwoners per km².
De onderstaande kaart toont de ligging van Thoiré-sur-Dinan met de belangrijkste infrastructuur en aangrenzende gemeenten.

## Demografie
Onderstaande figuur toont het verloop van het inwonertal (bron: INSEE-tellingen).